# Draba pedicellata
Draba pedicellata là một loài thực vật có hoa trong họ Cải. Loài này được (Rollins & R.A.Price) Windham mô tả khoa học đầu tiên năm 2003.